# Vòng đấu loại trực tiếp UEFA Europa League 2018–19
Vòng đấu loại trực tiếp UEFA Europa League 2018–19 bắt đầu vào ngày 12 tháng 2 và kết thúc vào ngày 29 tháng 5 năm 2019 với trận chung kết UEFA Europa League 2019 tại sân vận động Olympic ở Baku, Azerbaijan, để xác định nhà vô địch của UEFA Europa League 2018-19. Tổng cộng có 32 đội tranh tài ở vòng đấu loại trực tiếp.
Lần đầu tiên, công nghệ video hỗ trợ trọng tài (VAR) sẽ được sử dụng tại giải đấu và sẽ được áp dụng ở trận chung kết.
Thời gian tới ngày 30 tháng 3 năm 2019 đều theo múi giờ CET (UTC+1) (vòng 32 đội và vòng 16 đội), và thời gian trở về sau (tứ kết, bán kết và chung kết) đều theo múi giờ CEST (UTC+2), được liệt kê bởi UEFA (giờ địa phương, nếu khác nhau thì được hiển thị trong dấu ngoặc).

## Các đội lọt vào
Vòng đấu loại trực tiếp bao gồm 32 đội: 24 đội vượt qua vòng bảng với tư cách đội nhất và nhì của mỗi bảng ở vòng bảng, và tám đội đứng ba từ vòng bảng Champions League.

### Đội nhất và nhì vòng bảng Europa League
| Bảng | Đội nhất bảng (được xếp vào nhóm hạt giống ở lễ bốc thăm vòng 32 đội) | Đội nhì bảng (được xếp vào nhóm không hạt giống ở lễ bốc thăm vòng 32 đội) |
| ---- | --------------------------------------------------------------------- | -------------------------------------------------------------------------- |
| A    | Bayer Leverkusen                                                      | Zürich                                                                     |
| B    | Red Bull Salzburg                                                     | Celtic                                                                     |
| C    | Zenit Saint Petersburg                                                | Slavia Prague                                                              |
| D    | Dinamo Zagreb                                                         | Fenerbahçe                                                                 |
| E    | Arsenal                                                               | Sporting CP                                                                |
| F    | Real Betis                                                            | Olympiacos                                                                 |
| G    | Villarreal                                                            | Rapid Wien                                                                 |
| H    | Eintracht Frankfurt                                                   | Lazio                                                                      |
| I    | Genk                                                                  | Malmö FF                                                                   |
| J    | Sevilla                                                               | Krasnodar                                                                  |
| K    | Dynamo Kyiv                                                           | Rennes                                                                     |
| L    | Chelsea                                                               | BATE Borisov                                                               |

### Các đội đứng ba vòng bảng Champions League
| Hạt giống | Bg | Đội              | ST | T | H | B | BT | BB | HS | Đ | Xếp hạt giống                                               |
| --------- | -- | ---------------- | -- | - | - | - | -- | -- | -- | - | ----------------------------------------------------------- |
| 1         | C  | Napoli           | 6  | 2 | 3 | 1 | 7  | 5  | +2 | 9 | Được xếp vào nhóm hạt giống ở lễ bốc thăm vòng 32 đội       |
| 2         | H  | Valencia         | 6  | 2 | 2 | 2 | 6  | 6  | 0  | 8 | Được xếp vào nhóm hạt giống ở lễ bốc thăm vòng 32 đội       |
| 3         | B  | Inter Milan      | 6  | 2 | 2 | 2 | 6  | 7  | −1 | 8 | Được xếp vào nhóm hạt giống ở lễ bốc thăm vòng 32 đội       |
| 4         | E  | Benfica          | 6  | 2 | 1 | 3 | 6  | 11 | −5 | 7 | Được xếp vào nhóm hạt giống ở lễ bốc thăm vòng 32 đội       |
| 5         | G  | Viktoria Plzeň   | 6  | 2 | 1 | 3 | 7  | 16 | −9 | 7 | Được xếp vào nhóm không hạt giống ở lễ bốc thăm vòng 32 đội |
| 6         | A  | Club Brugge      | 6  | 1 | 3 | 2 | 6  | 5  | +1 | 6 | Được xếp vào nhóm không hạt giống ở lễ bốc thăm vòng 32 đội |
| 7         | F  | Shakhtar Donetsk | 6  | 1 | 3 | 2 | 8  | 16 | −8 | 6 | Được xếp vào nhóm không hạt giống ở lễ bốc thăm vòng 32 đội |
| 8         | D  | Galatasaray      | 6  | 1 | 1 | 4 | 5  | 8  | −3 | 4 | Được xếp vào nhóm không hạt giống ở lễ bốc thăm vòng 32 đội |

## Thể thức
Mỗi cặp đấu tại vòng đấu loại trực tiếp, ngoại trừ trận chung kết, được chơi theo thể thức hai lượt, với mỗi đội chơi 1 lượt trên sân nhà. Đội nào có tổng tỉ số cao hơn sau 2 lượt trận giành quyền vào vòng tiếp theo. Nếu tổng tỉ số sau 2 lượt bằng nhau, luật bàn thắng sân khách được áp dụng, nghĩa là đội ghi nhiều bàn thắng trên sân khách hơn đi tiếp. Nếu số bàn thắng trên sân khách bằng nhau, thì 30 phút hiệp phụ được diễn ra (mỗi hiệp 15 phút). Luật bàn thắng sân khách tiếp tục được áp dụng đến khi 2 hiệp phụ kết thúc, nghĩa là nếu có bàn thắng được ghi trong thời gian hiệp phụ và tổng tỉ số vẫn hoà, thì đội đá sân khách đi tiếp nhờ có số bàn thắng sân khách nhiều hơn. Nếu không có bàn thắng nào được ghi sau 2 hiệp phụ, thì cặp đấu được định đoạt bằng loạt sút luân lưu. Trong trận chung kết, nơi diễn ra 1 trận duy nhất, nếu tỉ số hoà sau 90 phút chính thức, thì 2 đội bước vào hiệp phụ, theo sau đó là loạt sút luân lưu nếu tỉ số vẫn hoà.
Cơ chế bốc thăm cho mỗi vòng như sau:
- Tại lễ bốc thăm thăm vòng 32 đội, 12 đội nhất bảng và 4 đội đứng ba ở vòng bảng Champions League với thành tích vòng bảng tốt hơn được xếp vào nhóm hạt giống, và 12 đội nhì bảng và 4 đội đứng ba ở vòng bảng Champions League còn lại được xếp vào nhóm không hạt giống. Các đội hạt giống được xếp cặp đối đầu với các đội không hạt giống, với các đội hạt giống làm đội chủ nhà cho trận lượt về. Các đội cùng bảng hoặc cùng hiệp hội không được xếp cặp đối đầu với nhau.
- Tại lễ bốc thăm vòng 16 đội, tứ kết và bán kết, không có đội hạt giống, và các đội cùng bảng hoặc cùng hiệp hội có thể được xếp cặp đối đầu với nhau. Vì lễ bốc thăm vòng tứ kết và vòng bán kết được tổ chức cùng nhau trước khi vòng tứ kết được diễn ra, danh tính của đội thắng vòng tứ kết không được biết tại thời điểm bốc thăm vòng bán kết. Một lượt bốc thăm cũng được diễn ra để xác định đội "chủ nhà" cho trận chung kết (vì mục đích hành chính khi nó được tổ chức trên sân trung lập).

Vào ngày 17 tháng 7 năm 2014, UEFA quyết định rằng các câu lạc bộ Ukraina và Nga sẽ không được thi đấu với nhau "cho đến khi có thông báo mới nhất" do tình trạng chính trị bất ổn giữa 2 quốc gia.

## Nhánh đấu
| Vòng 32 đội            | Vòng 32 đội | Vòng 32 đội | Vòng 32 đội |  |                        | Vòng 16 đội            | Vòng 16 đội | Vòng 16 đội | Vòng 16 đội |  |  | Tứ kết                  | Tứ kết | Tứ kết | Tứ kết |  |  | Bán kết                       | Bán kết                       | Bán kết                       | Bán kết                       |  |  |
|                        |             |             |             |  |                        |                        |             |             |             |  |  |                         |        |        |        |  |  |                               |                               |                               |                               |  |  |
| Viktoria Plzeň         | 2           | 0           | 2           |  |                        |                        |             |             |             |  |  |                         |        |        |        |  |  |                               |                               |                               |                               |  |  |
| Dinamo Zagreb          | 1           | 3           | 4           |  |                        | Dinamo Zagreb          | 1           | 0           | 1           |  |  |                         |        |        |        |  |  |                               |                               |                               |                               |  |  |
| Galatasaray            | 1           | 0           | 1           |  | Benfica (s.h.p.)       | 0                      | 3           | 3           |             |  |  |                         |        |        |        |  |  |                               |                               |                               |                               |  |  |
| Benfica                | 2           | 0           | 2           |  |                        |                        |             |             |             |  |  | Benfica                 | 4      | 0      | 4      |  |  |                               |                               |                               |                               |  |  |
| Shakhtar Donetsk       | 2           | 1           | 3           |  |                        |                        |             |             |             |  |  | Eintracht Frankfurt (a) | 2      | 2      | 4      |  |  |                               |                               |                               |                               |  |  |
| Eintracht Frankfurt    | 2           | 4           | 6           |  |                        | Eintracht Frankfurt    | 0           | 1           | 1           |  |  |                         |        |        |        |  |  |                               |                               |                               |                               |  |  |
| Rapid Wien             | 0           | 0           | 0           |  | Inter Milan            | 0                      | 0           | 0           |             |  |  |                         |        |        |        |  |  |                               |                               |                               |                               |  |  |
| Inter Milan            | 1           | 4           | 5           |  |                        |                        |             |             |             |  |  |                         |        |        |        |  |  | Eintracht Frankfurt           | 1                             | 1                             | 2 (3)                         |  |  |
| Lazio                  | 0           | 0           | 0           |  |                        |                        |             |             |             |  |  |                         |        |        |        |  |  | Chelsea (p)                   | 1                             | 1                             | 2 (4)                         |  |  |
| Sevilla                | 1           | 2           | 3           |  |                        | Sevilla                | 2           | 3           | 5           |  |  |                         |        |        |        |  |  |                               |                               |                               |                               |  |  |
| Slavia Prague          | 0           | 4           | 4           |  | Slavia Prague (s.h.p.) | 2                      | 4           | 6           |             |  |  |                         |        |        |        |  |  |                               |                               |                               |                               |  |  |
| Genk                   | 0           | 1           | 1           |  |                        |                        |             |             |             |  |  | Slavia Prague           | 0      | 3      | 3      |  |  |                               |                               |                               |                               |  |  |
| Malmö FF               | 1           | 0           | 1           |  |                        |                        |             |             |             |  |  | Chelsea                 | 1      | 4      | 5      |  |  | Chung kết (29 tháng 5 – Baku) | Chung kết (29 tháng 5 – Baku) | Chung kết (29 tháng 5 – Baku) | Chung kết (29 tháng 5 – Baku) |  |  |
| Chelsea                | 2           | 3           | 5           |  |                        | Chelsea                | 3           | 5           | 8           |  |  |                         |        |        |        |  |  | Chung kết (29 tháng 5 – Baku) | Chung kết (29 tháng 5 – Baku) | Chung kết (29 tháng 5 – Baku) | Chung kết (29 tháng 5 – Baku) |  |  |
| Olympiacos             | 2           | 0           | 2           |  | Dynamo Kyiv            | 0                      | 0           | 0           |             |  |  |                         |        |        |        |  |  |                               |                               |                               |                               |  |  |
| Dynamo Kyiv            | 2           | 1           | 3           |  |                        |                        |             |             |             |  |  |                         |        |        |        |  |  | Chelsea                       | Chelsea                       | Chelsea                       | 4                             |  |  |
| Rennes                 | 3           | 3           | 6           |  |                        |                        |             |             |             |  |  |                         |        |        |        |  |  | Arsenal                       | Arsenal                       | Arsenal                       | 1                             |  |  |
| Real Betis             | 3           | 1           | 4           |  |                        | Rennes                 | 3           | 0           | 3           |  |  |                         |        |        |        |  |  |                               |                               |                               |                               |  |  |
| BATE Borisov           | 1           | 0           | 1           |  | Arsenal                | 1                      | 3           | 4           |             |  |  |                         |        |        |        |  |  |                               |                               |                               |                               |  |  |
| Arsenal                | 0           | 3           | 3           |  |                        |                        |             |             |             |  |  | Arsenal                 | 2      | 1      | 3      |  |  |                               |                               |                               |                               |  |  |
| Zürich                 | 1           | 0           | 1           |  |                        |                        |             |             |             |  |  | Napoli                  | 0      | 0      | 0      |  |  |                               |                               |                               |                               |  |  |
| Napoli                 | 3           | 2           | 5           |  |                        | Napoli                 | 3           | 1           | 4           |  |  |                         |        |        |        |  |  |                               |                               |                               |                               |  |  |
| Club Brugge            | 2           | 0           | 2           |  | Red Bull Salzburg      | 0                      | 3           | 3           |             |  |  |                         |        |        |        |  |  |                               |                               |                               |                               |  |  |
| Red Bull Salzburg      | 1           | 4           | 5           |  |                        |                        |             |             |             |  |  |                         |        |        |        |  |  | Arsenal                       | 3                             | 4                             | 7                             |  |  |
| Fenerbahçe             | 1           | 1           | 2           |  |                        |                        |             |             |             |  |  |                         |        |        |        |  |  | Valencia                      | 1                             | 2                             | 3                             |  |  |
| Zenit Saint Petersburg | 0           | 3           | 3           |  |                        | Zenit Saint Petersburg | 1           | 1           | 2           |  |  |                         |        |        |        |  |  |                               |                               |                               |                               |  |  |
| Sporting CP            | 0           | 1           | 1           |  | Villarreal             | 3                      | 2           | 5           |             |  |  |                         |        |        |        |  |  |                               |                               |                               |                               |  |  |
| Villarreal             | 1           | 1           | 2           |  |                        |                        |             |             |             |  |  | Villarreal              | 1      | 0      | 1      |  |  |                               |                               |                               |                               |  |  |
| Celtic                 | 0           | 0           | 0           |  |                        |                        |             |             |             |  |  | Valencia                | 3      | 2      | 5      |  |  |                               |                               |                               |                               |  |  |
| Valencia               | 2           | 1           | 3           |  |                        | Valencia               | 2           | 1           | 3           |  |  |                         |        |        |        |  |  |                               |                               |                               |                               |  |  |
| Krasnodar (a)          | 0           | 1           | 1           |  | Krasnodar              | 1                      | 1           | 2           |             |  |  |                         |        |        |        |  |  |                               |                               |                               |                               |  |  |
| Bayer Leverkusen       | 0           | 1           | 1           |  |                        |                        |             |             |             |  |  |                         |        |        |        |  |  |                               |                               |                               |                               |  |  |

## Lịch thi đấu
Lịch thi đấu như sau (tất cả các lễ bốc thăm được tổ chức tại trụ sở UEFA ở Nyon, Thụy Sĩ).
| Vòng        | Ngày bốc thăm               | Lượt đi                                            | Lượt về                                            |
| ----------- | --------------------------- | -------------------------------------------------- | -------------------------------------------------- |
| Vòng 32 đội | 17 tháng 12 năm 2018, 13:00 | 14 tháng 2 năm 2019                                | 21 tháng 2 năm 2019                                |
| Vòng 16 đội | 22 tháng 2 năm 2019, 13:00  | 7 tháng 3 năm 2019                                 | 14 tháng 3 năm 2019                                |
| Tứ kết      | 15 tháng 3 năm 2019, 13:00  | 11 tháng 4 năm 2019                                | 18 tháng 4 năm 2019                                |
| Bán kết     | 15 tháng 3 năm 2019, 13:00  | 2 tháng 5 năm 2019                                 | 9 tháng 5 năm 2019                                 |
| Chung kết   | 15 tháng 3 năm 2019, 13:00  | 29 tháng 5 năm 2019 tại Sân vận động Olympic, Baku | 29 tháng 5 năm 2019 tại Sân vận động Olympic, Baku |

Các trận đấu cũng có thể được diễn ra vào ngày Thứ Ba hoặc Thứ Tư thay vì ngày Thứ Năm như bình thường do mâu thuẫn lịch thi đấu.

## Vòng 32 đội
Lễ bốc thăm vòng 32 đội được tổ chức vào ngày 17 tháng 12 năm 2018, lúc 13:00 CET.

### Tóm tắt
Lượt đi được diễn ra vào ngày 12 và 14 tháng 2, và lượt về được diễn ra vào ngày 20 và 21 tháng 2 năm 2019.

| Đội 1            | TTS     | Đội 2                  | Lượt đi | Lượt về |
| ---------------- | ------- | ---------------------- | ------- | ------- |
| Viktoria Plzeň   | 2–4     | Dinamo Zagreb          | 2–1     | 0–3     |
| Club Brugge      | 2–5     | Red Bull Salzburg      | 2–1     | 0–4     |
| Rapid Wien       | 0–5     | Inter Milan            | 0–1     | 0–4     |
| Slavia Prague    | 4–1     | Genk                   | 0–0     | 4–1     |
| Krasnodar        | 1–1 (a) | Bayer Leverkusen       | 0–0     | 1–1     |
| Zürich           | 1–5     | Napoli                 | 1–3     | 0–2     |
| Malmö FF         | 1–5     | Chelsea                | 1–2     | 0–3     |
| Shakhtar Donetsk | 3–6     | Eintracht Frankfurt    | 2–2     | 1–4     |
| Celtic           | 0–3     | Valencia               | 0–2     | 0–1     |
| Rennes           | 6–4     | Real Betis             | 3–3     | 3–1     |
| Olympiacos       | 2–3     | Dynamo Kyiv            | 2–2     | 0–1     |
| Lazio            | 0–3     | Sevilla                | 0–1     | 0–2     |
| Fenerbahçe       | 2–3     | Zenit Saint Petersburg | 1–0     | 1–3     |
| Sporting CP      | 1–2     | Villarreal             | 0–1     | 1–1     |
| BATE Borisov     | 1–3     | Arsenal                | 1–0     | 0–3     |
| Galatasaray      | 1–2     | Benfica                | 1–2     | 0–0     |

### Các trận đấu
| Viktoria Plzeň     | 2–1      | Dinamo Zagreb |
| ------------------ | -------- | ------------- |
| - Pernica 54', 83' | Chi tiết | - Olmo 41'    |

| Dinamo Zagreb                            | 3–0      | Viktoria Plzeň |
| ---------------------------------------- | -------- | -------------- |
| - Oršić 15' - Dilaver 34' - Petković 73' | Chi tiết |                |

Dinamo Zagreb thắng với tổng tỷ số 4–2.
| Club Brugge                | 2–1      | Red Bull Salzburg |
| -------------------------- | -------- | ----------------- |
| - Denswil 64' - Wesley 81' | Chi tiết | - Junuzović 17'   |

| Red Bull Salzburg                             | 4–0      | Club Brugge |
| --------------------------------------------- | -------- | ----------- |
| - Schlager 17' - Daka 29', 43' - Dabour 90+4' | Chi tiết |             |

Red Bull Salzburg thắng với tổng tỷ số 5–2.
| Rapid Wien | 0–1      | Inter Milan            |
| ---------- | -------- | ---------------------- |
|            | Chi tiết | - Martínez 39' (ph.đ.) |

| Inter Milan                                               | 4–0      | Rapid Wien |
| --------------------------------------------------------- | -------- | ---------- |
| - Vecino 11' - Ranocchia 18' - Perišić 80' - Politano 87' | Chi tiết |            |

Inter Milan thắng với tổng tỷ số 5–0.
| Slavia Prague | 0–0      | Genk |
| ------------- | -------- | ---- |
|               | Chi tiết |      |

| Genk           | 1–4      | Slavia Prague                              |
| -------------- | -------- | ------------------------------------------ |
| - Trossard 10' | Chi tiết | - Coufal 23' - Traoré 54' - Škoda 64', 69' |

Slavia Prague thắng với tổng tỷ số 4–1.
| Krasnodar | 0–0      | Bayer Leverkusen |
| --------- | -------- | ---------------- |
|           | Chi tiết |                  |

| Bayer Leverkusen | 1–1      | Krasnodar        |
| ---------------- | -------- | ---------------- |
| - Aránguiz 87'   | Chi tiết | - Suleymanov 84' |

Tổng tỷ số 1–1. Krasnodar thắng nhờ bàn thắng sân khách.
| Zürich                | 1–3      | Napoli                                       |
| --------------------- | -------- | -------------------------------------------- |
| - Kololli 83' (ph.đ.) | Chi tiết | - Insigne 12' - Callejón 21' - Zieliński 77' |

| Napoli                  | 2–0      | Zürich |
| ----------------------- | -------- | ------ |
| - Verdi 43' - Ounas 75' | Chi tiết |        |

Napoli thắng với tổng tỷ số 5–1.
| Malmö FF           | 1–2      | Chelsea                    |
| ------------------ | -------- | -------------------------- |
| - Christiansen 80' | Chi tiết | - Barkley 30' - Giroud 58' |

| Chelsea                                      | 3–0      | Malmö FF |
| -------------------------------------------- | -------- | -------- |
| - Giroud 55' - Barkley 74' - Hudson-Odoi 84' | Chi tiết |          |

Chelsea thắng với tổng tỷ số 5–1.
| Shakhtar Donetsk                  | 2–2      | Eintracht Frankfurt           |
| --------------------------------- | -------- | ----------------------------- |
| - Marlos 10' (ph.đ.) - Taison 67' | Chi tiết | - Hinteregger 7' - Kostić 50' |

| Eintracht Frankfurt                               | 4–1      | Shakhtar Donetsk |
| ------------------------------------------------- | -------- | ---------------- |
| - Jović 23' - Haller 27' (ph.đ.), 80' - Rebić 88' | Chi tiết | - Moraes 64'     |

Eintracht Frankfurt thắng với tổng tỷ số 6–3.
| Celtic | 0–2      | Valencia                      |
| ------ | -------- | ----------------------------- |
|        | Chi tiết | - Cheryshev 42' - Sobrino 49' |

| Valencia      | 1–0      | Celtic |
| ------------- | -------- | ------ |
| - Gameiro 70' | Chi tiết |        |

Valencia thắng với tổng tỷ số 3–0.
| Rennes                                                  | 3–3      | Real Betis                               |
| ------------------------------------------------------- | -------- | ---------------------------------------- |
| - Hunou 2' - García 10' (l.n.) - Ben Arfa 45+3' (ph.đ.) | Chi tiết | - Lo Celso 32' - Sidnei 62' - Lainez 90' |

| Real Betis     | 1–3      | Rennes                                     |
| -------------- | -------- | ------------------------------------------ |
| - Lo Celso 41' | Chi tiết | - Bensebaini 22' - Hunou 30' - Niang 90+4' |

Rennes thắng với tổng tỷ số 6–4.
| Olympiacos             | 2–2      | Dynamo Kyiv                  |
| ---------------------- | -------- | ---------------------------- |
| - Hassan 9' - Dias 40' | Chi tiết | - Buyalskyi 27' - Verbič 89' |

| Dynamo Kyiv | 1–0      | Olympiacos |
| ----------- | -------- | ---------- |
| - Sol 32'   | Chi tiết |            |

Dynamo Kyiv thắng với tổng tỷ số 3–2.
| Lazio | 0–1      | Sevilla          |
| ----- | -------- | ---------------- |
|       | Chi tiết | - Ben Yedder 22' |

| Sevilla                        | 2–0      | Lazio |
| ------------------------------ | -------- | ----- |
| - Ben Yedder 20' - Sarabia 78' | Chi tiết |       |

Sevilla thắng với tổng tỷ số 3–0.
| Fenerbahçe    | 1–0      | Zenit Saint Petersburg |
| ------------- | -------- | ---------------------- |
| - Slimani 21' | Chi tiết |                        |

| Zenit Saint Petersburg         | 3–1      | Fenerbahçe  |
| ------------------------------ | -------- | ----------- |
| - Ozdoyev 4' - Azmoun 37', 76' | Chi tiết | - Topal 43' |

Zenit Saint Petersburg thắng với tổng tỷ số 3–2.
| Sporting CP | 0–1      | Villarreal   |
| ----------- | -------- | ------------ |
|             | Chi tiết | - Pedraza 3' |

| Villarreal    | 1–1      | Sporting CP       |
| ------------- | -------- | ----------------- |
| - Fornals 80' | Chi tiết | - Fernandes 45+1' |

Villarreal thắng với tổng tỷ số 2–1.
| BATE Borisov | 1–0      | Arsenal |
| ------------ | -------- | ------- |
| - Drahun 45' | Chi tiết |         |

| Arsenal                                                 | 3–0      | BATE Borisov |
| ------------------------------------------------------- | -------- | ------------ |
| - Volkov 4' (l.n.) - Mustafi 39' - Papastathopoulos 60' | Chi tiết |              |

Arsenal thắng với tổng tỷ số 3–1.
| Galatasaray     | 1–2      | Benfica                              |
| --------------- | -------- | ------------------------------------ |
| - Luyindama 54' | Chi tiết | - Salvio 27' (ph.đ.) - Seferović 64' |

| Benfica | 0–0      | Galatasaray |
| ------- | -------- | ----------- |
|         | Chi tiết |             |

Benfica thắng với tổng tỷ số 2–1.

## Vòng 16 đội
Lễ bốc thăm vòng 16 đội được tổ chức vào ngày 22 tháng 2 năm 2019, lúc 13:00 CET.

### Tóm tắt
Lượt đi được diễn ra vào ngày 7 tháng 3, và lượt về được diễn ra vào ngày 14 tháng 3 năm 2019.

| Đội 1                  | TTS | Đội 2             | Lượt đi | Lượt về      |
| ---------------------- | --- | ----------------- | ------- | ------------ |
| Chelsea                | 8–0 | Dynamo Kyiv       | 3–0     | 5–0          |
| Eintracht Frankfurt    | 1–0 | Inter Milan       | 0–0     | 1–0          |
| Dinamo Zagreb          | 1–3 | Benfica           | 1–0     | 0–3 (s.h.p.) |
| Napoli                 | 4–3 | Red Bull Salzburg | 3–0     | 1–3          |
| Valencia               | 3–2 | Krasnodar         | 2–1     | 1–1          |
| Sevilla                | 5–6 | Slavia Prague     | 2–2     | 3–4 (s.h.p.) |
| Rennes                 | 3–4 | Arsenal           | 3–1     | 0–3          |
| Zenit Saint Petersburg | 2–5 | Villarreal        | 1–3     | 1–2          |

Ghi chú
1. ↑  Thứ tự thi đấu được đảo ngược sau lễ bốc thăm chính thức, nhằm để tránh mâu thuẫn lịch thi đấu với trận đấu giữa Chelsea và Dynamo Kyiv ở cùng thành phố.

## Tứ kết
Lễ bốc thăm vòng tứ kết được tổ chức vào ngày 15 tháng 3 năm 2019, lúc 13:00 CET.

### Tóm tắt
Lượt đi được diễn ra vào ngày 11 tháng 4, và lượt về được diễn ra vào ngày 18 tháng 4 năm 2019.

| Đội 1         | TTS     | Đội 2               | Lượt đi | Lượt về |
| ------------- | ------- | ------------------- | ------- | ------- |
| Arsenal       | 3–0     | Napoli              | 2–0     | 1–0     |
| Villarreal    | 1–5     | Valencia            | 1–3     | 0–2     |
| Benfica       | 4–4 (a) | Eintracht Frankfurt | 4–2     | 0–2     |
| Slavia Prague | 3–5     | Chelsea             | 0–1     | 3–4     |

Ghi chú
1. ↑  Thứ tự thi đấu được đảo ngược sau lễ bốc thăm chính thức, nhằm để tránh mâu thuẫn lịch thi đấu với trận đấu giữa Chelsea và Slavia Prague ở cùng thành phố.

## Bán kết
Lễ bốc thăm vòng tứ kết được tổ chức vào ngày 15 tháng 3 năm 2019, lúc 13:00 CET (sau khi bốc thăm vòng tứ kết).

### Tóm tắt
Lượt đi được diễn ra vào ngày 2 tháng 5, và lượt về được diễn ra vào ngày 9 tháng 5 năm 2019.

| Đội 1               | TTS         | Đội 2    | Lượt đi | Lượt về      |
| ------------------- | ----------- | -------- | ------- | ------------ |
| Arsenal             | 7–3         | Valencia | 3–1     | 4–2          |
| Eintracht Frankfurt | 2–2 (3–4 p) | Chelsea  | 1–1     | 1–1 (s.h.p.) |

## Chung kết
Trận chung kết được diễn ra vào ngày 1 tháng 6 năm 2019 tại Sân vận động Olympic ở Baku. Đội "chủ nhà" (vì mục đích hành chính) được xác định bằng một lượt bốc thăm bổ sung diễn ra sau khi bốc thăm vòng tứ kết và vòng bán kết.
| Chelsea                                            | 4–1 | Arsenal     |
| -------------------------------------------------- | --- | ----------- |
| - Giroud 49' - Pedro 60' - Hazard 65' (ph.đ.), 72' |     | - Iwobi 69' |